# Flabelliphilus inersus
Flabelliphilus inersus is een eenoogkreeftjessoort uit de familie van de Clausiidae. De wetenschappelijke naam van de soort is voor het eerst geldig gepubliceerd in 1962 door Bresciani & Lützen.